# سداسي وجوه مربوعة

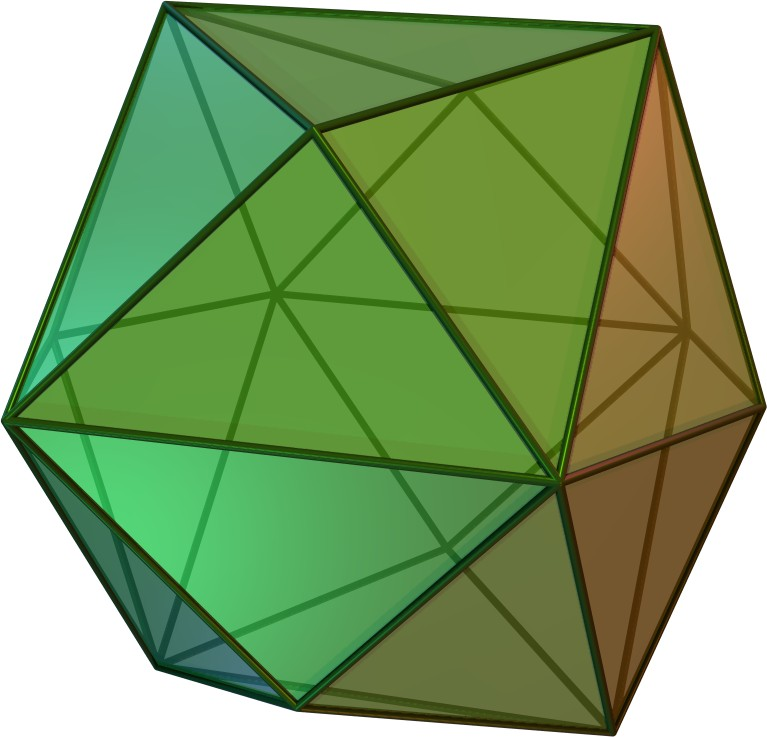
سداسي الوجوه المربوعة
(نموذج دَوَّار ونموذج ثلاثي الأبعاد)

في الهندسة، يعتبر سداسي الوجوه المربوعة أو مربوع سداسي الوجوه (بالإنجليزية: Tetrakis hexahedron) أو سداسي رباعي الوجوه (بالإنجليزية: Tetrahexahedron أو Hextetrahedron) كما يسمى في علم البلورات، يعرف أيضًا بأسماء المكعب الرباعي والمُكعَّب مُعدَّد الوجوه التي تقابلهما Tetrakis cube وKiscube بالإنجليزية على الترتيب، هو أحد مجسمات كاتالان. ثِنْوِيُّها هو ثماني الوجوه المبتور، وهو مجسم أرخميدي.

## الإحداثيات الديكارتية
الإحداثيات الديكارتية لـ 14 رأسًا من سداسي الوجوه المربوعة الذي مركزه الأصل، هي النقاط: {\displaystyle {\bigl (}{\pm {\tfrac {3}{2}}},0,0{\bigr )},\ {\bigl (}0,\pm {\tfrac {3}{2}},0{\bigr )},\ {\bigl (}0,0,\pm {\tfrac {3}{2}}{\bigr )},\ {\bigl (}{\pm 1},\pm 1,\pm 1{\bigr )}.}
طول الأحرف الأقصر لسداسي الوجوه المربوعة هذا يساوي 3/2 وطول الأحرف الأطول يساوي 2. الوجوه هي مثلثات حادة متساوية الساقين. الزاوية الأكبر لهذه تساوي {\displaystyle \arccos {\tfrac {1}{9}}\approx 83.62^{\circ }} والاثنان الأصغر متساويان {\displaystyle \arccos {\tfrac {2}{3}}\approx 48.19^{\circ }}.